# Christkönig-Kirche (Berlin)

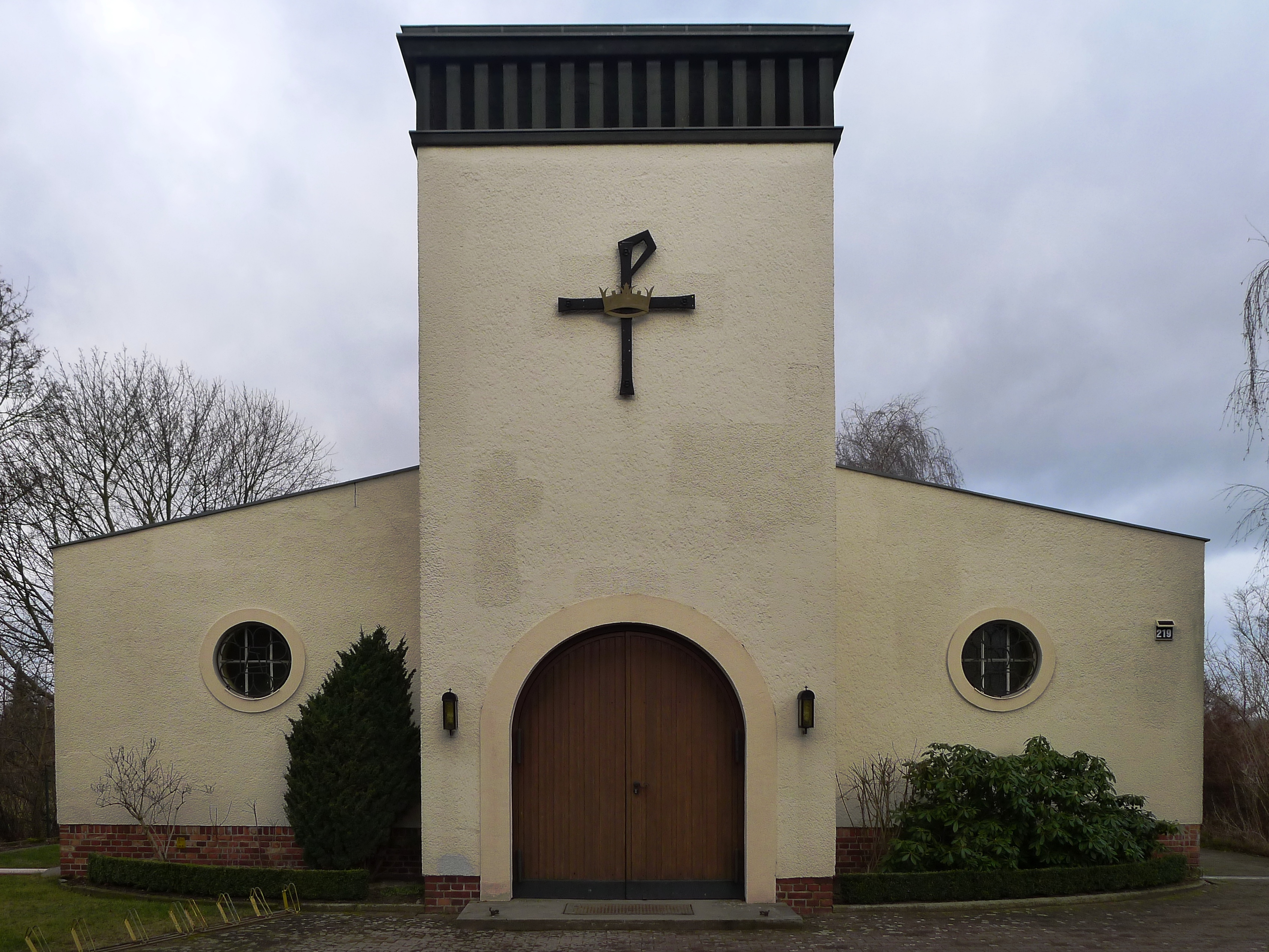
Christkönig

Die katholische Kirche Christkönig ist eine von Franz Salomon entworfene kleine Saalkirche. Sie befindet sich am Zabel-Krüger-Damm 219 im Berliner Ortsteil Lübars des Bezirks Reinickendorf.

## Geschichte
Nach der Bildung von Groß-Berlin waren im Laufe der Zeit im ländlichen Lübars neben Kleingärten auch Siedlungshäuser entstanden. Die zugezogenen Katholiken wurden in den 1930er Jahren zunächst vom Katholischen Siedlungsdienst für den Stadtrand betreut und dann von den Augustinern der Kuratie St. Rita. 1936 erwarb die Kuratie einen Kleingarten. Die darauf stehende Laube wurde als Kapelle hergerichtet und am 17. Januar 1937 geweiht.
Nach dem Zweiten Weltkrieg erfolgte die Seelsorge zunächst von Waidmannslust aus. 1948 gelang es, vom französischen Stadtkommandanten eine Baracke aus Militärbeständen zu bekommen, die zur kleinen Saalkirche umgestaltet und 1951 geweiht wurde. 1958 wurde die Baracke als Mauerwerksbau erneuert.
Die Kuratie Christkönig gehörte schon immer vermögensrechtlich zur Pfarrei von Maria Gnaden. Am 1. März 2004 wurden Christkönig und Maria Gnaden zur Großgemeinde Maria Gnaden. Pfarrkirche ist Maria Gnaden, Christkönig ist „weitere Gottesdienststätte“. Regina Mundi in Waidmannslust wurde als Gottesdienststelle aufgehoben. Die Gemeinde gehört zum Dekanat Reinickendorf im Erzbistum Berlin.

## Baubeschreibung
Über einem gemauerten Souterrain für den Gemeinderaum wurde die zur Verfügung gestellte nahezu quadratische hölzerne Baracke mit drei Fensterachsen aufgestellt. Sie wurde um drei weitere Fensterachsen verlängert, um Platz für einen eingezogenen Chor zu schaffen. Er wird von einer kleinen Wohnung dreiseitig umschlossen. Von außen erscheint die Kirche wie ein rechteckiger Bau mit sechs nicht an eine Kirche erinnerten Fenstern zu biden Seiten. Der Eingang zur Wohnung liegt an der Rückseite des Gebäudes. Der Baukörper trägt ein flach geneigtes Satteldach. Zur Straße hin zeigt die Fassade mit zwei Rundfenstern rechts und links vom leicht eingeschnittenen Fassadenturm.
Dieser Turm auf quadratischem Grundriss hat knapp die doppelte Höhe des Dachfirstes. Über einer dunklen Attika mit regelmäßigen Schallöffnungen für den Glockenklang befindet sich sein Flachdach.
Unten im Glockenturm befindet sich das rundbogige Eingangsportal. Darüber ist als einziger Außenschmuck ein gekröntes Staurogramm als Symbol des Patroziniums angebracht.
Im Chor stehen ein frei gemauerter Altar und eine hölzerne Christusstatue.

## Glocken
In der Glockenstube hängt ein Geläut mit zwei historische Bronzeglocken, eine aus dem 18. und eine aus dem 17. Jahrhundert. Die größere von beiden musste 2008 repariert werden.
| Gewicht | Durchmesser | Höhe  | Krone | Schlagton | Inschrift Schulter                                           | Inschrift Schlagring                |
| ------- | ----------- | ----- | ----- | --------- | ------------------------------------------------------------ | ----------------------------------- |
| 70 kg   | 50 cm       | 39 cm | keine | g′′       | APCUS CANO CAMPARE SKRZET MEFIE RICVPAVIT : I. LENTZ. PROTO. | CHRISTIAN HAMPEL MEFECIT POSN 1771. |
| 67 kg   | 38 cm       | 36 cm | 12 cm | cis′′′    | keine                                                        | keine                               |